# Берлинский экспоцентр «Аэропорт»

Логотип Берлинского экспоцентра «Аэропорт»

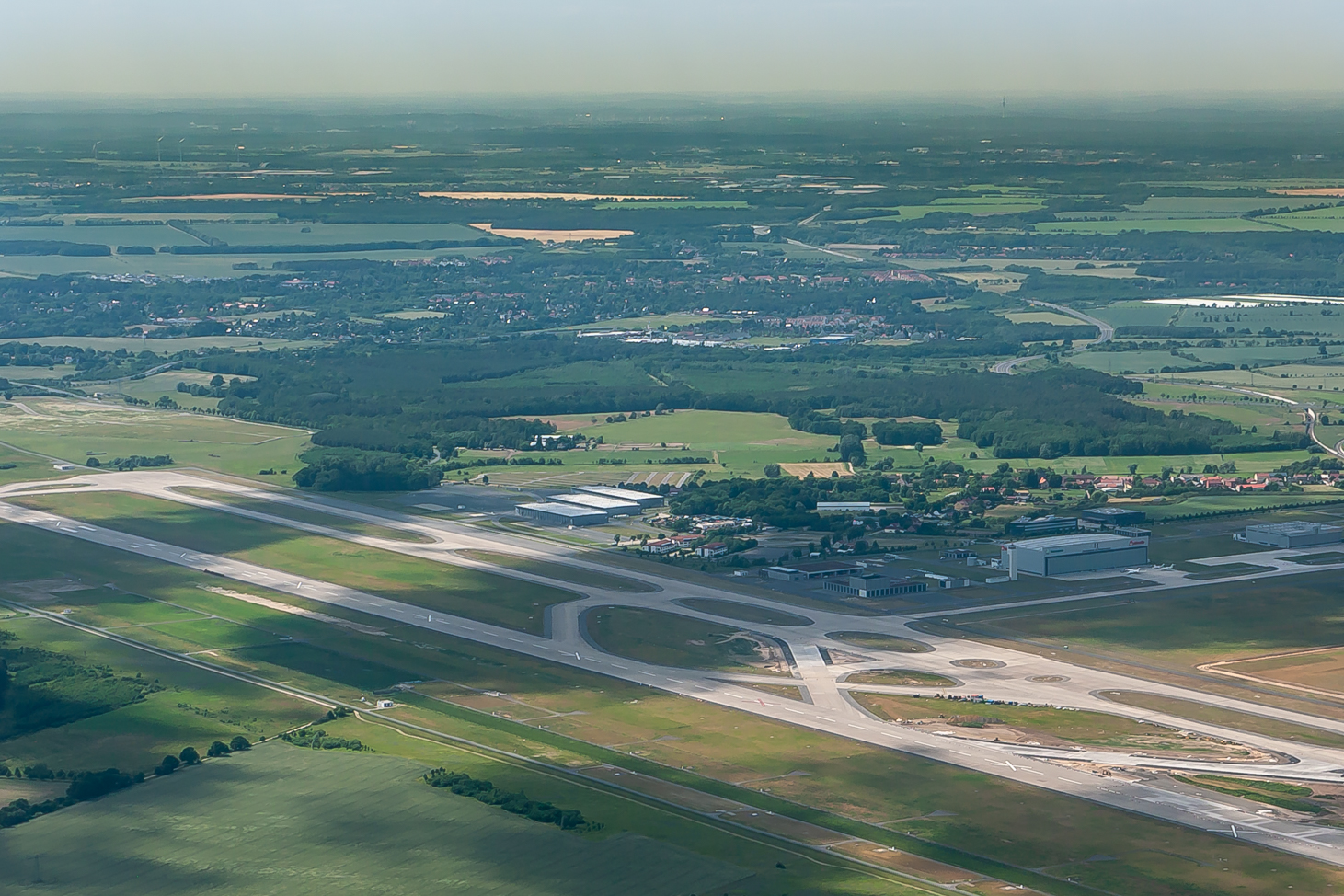
Вид сверху на экспоцентр

Берлинский экспоцентр «Аэропорт» (англ. Berlin ExpoCenter Airport), оператором которого является Messe Berlin GmbH, расположен в районе Даме-Шпревальд земли Бранденбург на территории, примыкающей к аэропорту Берлин-Бранденбург.

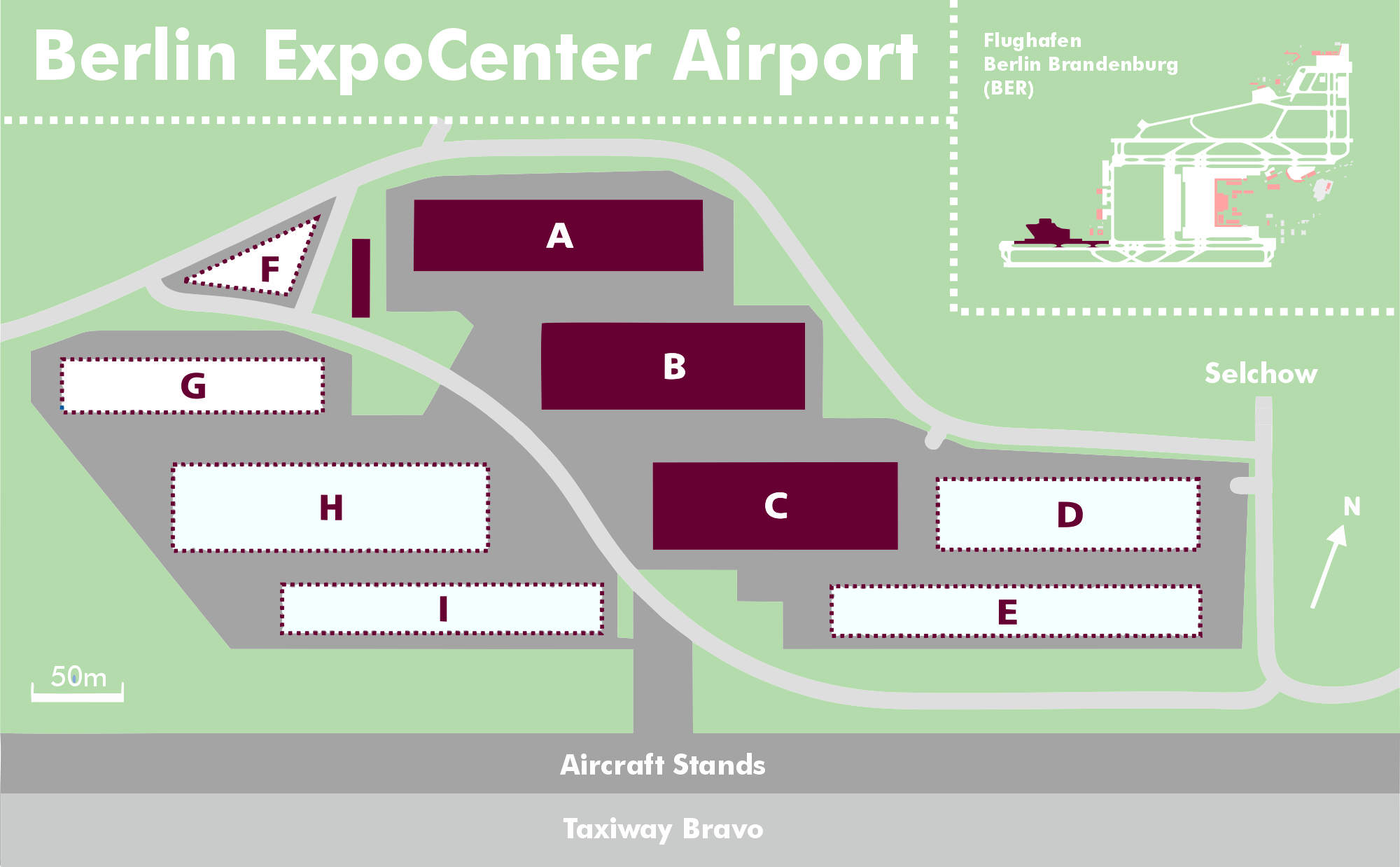
Схема расположения павильонов экспоцентра

## Создание экспоцентра
В строительство экспоцентра «Аэропорт» было инвестировано 43 миллиона евро. Церемония его закладки состоялась 18 августа 2011 года. Около 50 000 м². предназначены для трёх выставочных павильонов и небольших зданий (по VIP-обслуживанию).
Дополнительно предусмотрены также открытые площадки для презентации самолётов всех размеров и категорий, башня для управления событиями, место для пресс-центра и конференц-центра, для многочисленных служб и пунктов питания.
После десяти месяцев строительства 3 июля 2012 года состоялась символическая передача ключа.

## Выставки и ярмарки

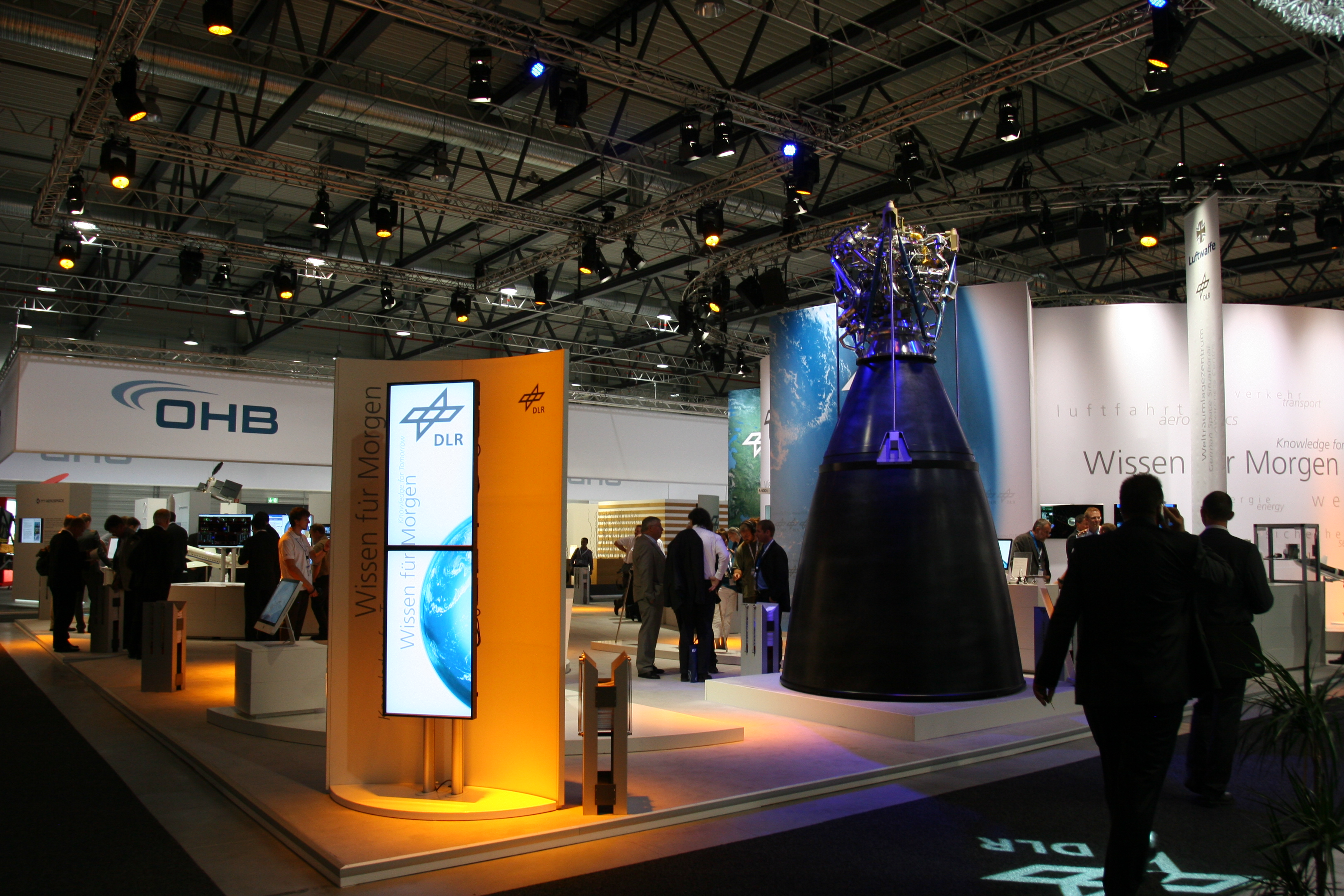
Выставка ILA 2012 в экспоцентре «Аэропорт»

Многофункциональный экспоцентр «Аэропорт» создан для проведения здесь в долгосрочной перспективе прежде всего Международной авиационной и аэрокосмической выставки (ILA).
С 11 по 16 сентября 2012 года эта выставка прошла уже на новом месте — в экспоцентре «Аэропорт».
С 2013 года в этом экспоцентре запланировано также проведение международной ярмарки моды «Modemesse Panorama Berlin».
Между экспоцентром «Аэропорт», Центральным автовокзалом «ZOB», выставочным комплексом «Мессе Берлин» и Берлинским международным конгресс-центром (ICC) предусмотрено удобное прямое транспортное сообщение. Открытие нового международного аэропорта Берлин-Бранденбург, примыкающего к территории экспоцентра «Аэропорт», несколько раз откладывалось.